# 表現自我 (瑪丹娜歌曲)
《表現自我》（英語：Express Yourself）是美國女歌手瑪丹娜在1989年5月發行的歌曲，為她第四張錄音室專輯《宛如祈禱者》（英語：Like a Prayer）中所發行的第二首單曲，該單曲在告示牌單曲榜最高成績為第2名。

## 資料

### 歌曲簡介
〈表現自我〉的詞曲作者為瑪丹娜和她的音樂夥伴史帝芬布雷（Stephen Bray），瑪丹娜希望藉著這首歌曲告訴所有的女孩子，勇敢努力去追求自己想要的一切，而且是要最好的而不要次優的，是一首女權主義味道頗重的歌曲。瑪丹娜特地邀請導演大卫·芬奇（David Fincher）跨刀為這首單曲拍攝音樂影片，這也是他們首次在工作上的合作。〈表現自我〉這支MV中所呈現的時空背景，主要是取材自1927年德國經典電影《大都會》（英語：Metropolis），影片畫面也多以黑白色調為主，瑪丹娜在影片中以性感冶艶的金色捲髮造型出現，她除了穿上男性套裝跳舞，還在脖子綁上鐵鍊甚至以背部全裸上鏡。

### 商業成績
瑪丹娜首支單曲〈宛如祈禱者〉在銷售和排行方面均獲得優異的成績，第二首單曲〈表現自我〉果然一推出就受到媒體和歌迷們的矚目，單曲發行後隨即進入全美單曲榜，強勢的後勁讓歌曲名次節節高升，終於在1989年7月15日攀升至它的最高成績第2名，〈表現自我〉在蟬連兩週亞軍位置之後名次開始往下掉，它在榜內一共停留了16週，單曲銷售量逾50萬張，在告示牌1989年終單曲排名第55名。〈表現自我〉在英國單曲榜獲得第5名。
〈表現自我〉的MV在1989年MTV音樂錄影帶大獎頒獎典禮上榮獲「最佳導演獎」、「最佳攝影獎」和「最佳藝術指導獎」等三項大獎。

### 單曲收錄
〈表現自我〉除收錄於瑪丹娜1989年第四張錄音室專輯《宛如祈禱者》（英語：Like a Prayer）中，日後亦收錄在她1990年的《瑪丹娜精選輯》（英語：The Immaculate Collection）以及2009年的《娜經典》（英語：Celebration）精選輯中。